# دارفاري
دارفاري (بالبلغارية: Дървари)‏ قرية تقع إدارياً ضمن تريافنا في بلغاريا. ويبلغ عدد سكانها 1 نسمة حسب تعداد 15 مارس 2015. تعتمد دارفاري للبريد على الرمز البريدي 5350.